# Баршамин
Баршамин, (Баршимниа, Баршам; на арменски: Բարշամին, буквално „Син на небето“) е божество в арменската митология, изявяващо се като противник на боговете (Вахагн) и героите (Арам). Очевидно образът произлиза от западносемитското божество Баалшамем, чийто култ е разпространен и в Армения, където има и храм на Баршамин. Този храм, както и статуята от слонова кост, която цар Тигран II докарва от Месопотамия и поставя в селището Тордан (югозападно от съвр. град Ерзинджан, Турция) са разрушени след приемане на християнството.